# Evert Hedberg
Evert Sigvard Hedberg, född 10 augusti 1922 i Halmstad, död 29 juni 2008 i Halmstad, var en svensk politiker (socialdemokrat) och riksdagsledamot 1976–1988.